# Miranda (astronomia)
Miranda è il più piccolo ed interno satellite di Urano tra le cinque lune maggiori. Scoperto da Gerard Kuiper il 16 febbraio 1948 dall'osservatorio McDonald, lo stesso astronomo ne suggerì il nome, derivante dall'omonimo personaggio de La tempesta di Shakespeare. È designato anche Urano V.
Ad oggi, le uniche immagini ravvicinate di Miranda provengono dalla sonda spaziale Voyager 2, scattate durante il suo sorvolo di Urano nel gennaio del 1986. È stato fotografato e quindi studiato soltanto l'emisfero meridionale della luna, perché illuminato dalla luce solare durante l'incontro. È stata una fortunata coincidenza che la luna fosse l'oggetto a minor distanza, circa 30.000 km, dalla sonda dato che si è rivelato l'oggetto più interessante nel sistema di Urano: le immagini riprese, infatti, rivelano una passata attività geologica nettamente superiore a quella che ha interessato le altre lune del pianeta. La Voyager 2 ha dovuto avvicinarsi il più possibile ad Urano per avere la spinta necessaria a raggiungere Nettuno, questo ha permesso di avere immagini con risoluzione, della superficie di Miranda, di alcune centinaia di metri.
La superficie sembra essere composta da ghiaccio d'acqua mista a composti di silicati e carbonati, con presenza anche di ammoniaca. Come le altre lune di Urano, la sua orbita giace su un piano perpendicolare all'orbita del pianeta attorno al Sole, e come il pianeta è quindi soggetta a variazioni stagionali estreme.
Come le altre quattro lune principali di Urano, Miranda si formò probabilmente da un disco di accrescimento che circondava il pianeta poco dopo la sua formazione, o dopo l'evento catastrofico che ha prodotto la sua insolita inclinazione. Tuttavia, Miranda è inclinata di 4,338° rispetto al piano dell'equatore di Urano, e si tratta dell'inclinazione più marcata tra le principali lune uraniane. Miranda sarebbe potuta essere solo una piccola luna inerte ghiacciata ricoperta di crateri da impatto, invece le immagini della Voyager mostrarono un mondo dalla superficie sorprendentemente variegata e unica, un mosaico di diverse aree dalle differenti caratteristiche, con vaste pianure ondulate costellate da crateri e attraversate da una rete di faglie ripide e rupes. Questa zona ha tre coronae impressionanti, il cui diametro è superiore ai 200 km. Queste formazioni geologiche e l'inclinazione anomala dell'orbita suggeriscono una storia passata e un'attività geologica complessa. La geologia di Miranda pare sia stata caratterizzata dalle forze di marea, dalle risonanze orbitali, da una parziale differenziazione planetaria e da movimenti di convezione, dall'espansione del suo mantello e da episodi di criovulcanismo.

## Storia delle osservazioni

### Scoperta e denominazione
Miranda fu scoperta il 16 febbraio 1948 dall'astronomo statunitense di origine olandese Gerard Kuiper, che la osservò dall'Osservatorio McDonald in Texas, 97 anni dopo la scoperta di Ariel e Umbriel. Kuiper in realtà stava cercando di ottenere dati precisi sui quattro satelliti di Urano fino ad allora conosciuti, cioè Titania, Oberon, Ariel e Umbriel.
A seguito di una proposta da John Herschel, figlio di William, lo scopritore di Urano, tutte le lune di tale pianeta presero il nome di personaggi delle opere di William Shakespeare e Alexander Pope. Miranda è la figlia del mago Prospero, duca di Milano, nella commedia La tempesta di Shakespeare. Talvolta, il satellite viene chiamato anche "Urano V".
Allo stesso modo, le notevoli formazioni geologiche di Miranda prendono il nome da luoghi delle opere di Shakespeare.

### Missioni spaziali

#### Voyager 2
Le uniche immagini ad alta risoluzione di Miranda sono state scattate dalla sonda spaziale Voyager 2, che fotografò il satellite durante il suo passaggio ravvicinato a Urano nel gennaio 1986, quando arrivò ad una distanza minima da Miranda di 31 000 km, distanza notevolmente inferiore rispetto a quella tra la sonda e le altre lune uraniane. Le migliori immagini di Miranda hanno una risoluzione di 500 m, una risoluzione sufficiente per poter compilare una carta geologica e per poter contare i crateri. Al momento del sorvolo ravvicinato, l'emisfero meridionale di Miranda (come quello delle altre lune) era puntato verso il Sole, quindi l'emisfero settentrionale (immerso nelle tenebre) non poteva essere studiato.

#### Missioni future
Nessun altro veicolo spaziale oltre alla Voyager 2 ha mai visitato Urano (e Miranda), anche se negli anni 2010 sono state presentate diverse proposte, al momento non accettate per gli alti costi di una missione di così lungo raggio. In caso di una missione verso Urano, Miranda sarebbe certamente tra le lune più osservate, essendo una delle più intriganti del sistema solare.
Il programma Uranus orbiter and probe, proposto dalla NASA nel 2011, prevedeva il lancio per gli anni 2020-2023 e potrebbe approfondire la conoscenza dei satelliti di Urano tra cui Miranda. La missione era il terzo programma a più alta priorità degli anni 2013-2022, tuttavia è stato messo in attesa perché a priorità più bassa rispetto a quelli per Marte e per Europa, la luna di Giove.
Un'altra proposta della NASA per visitare Urano e le sue lune è OCEANUS, il cui lancio avverrebbe verso il 2030 con arrivo nel sistema di Urano nel 2041. Dal canto suo invece l'ESA ha proposto ODINUS, il cui lancio sarebbe previsto nel 2034 con arrivo 9 anni dopo nel sistema uraniano, e MUSE (Mission to Uranus for Science and Exploration), che verrebbe lanciata nel 2026 con arrivo dalle parti di Urano nel 2044. Uranus Pathfinder, con lancio previsto nel 2025 e arrivo nel sistema uraniano nel 2037, è invece una proposta britannica per una missione sviluppata sia dalla NASA che dall'ESA. Sia NASA che ESA concordano che missioni future debbano prevedere un orbiter che potrebbe così studiare per lungo tempo il sistema uraniano e le sue lune con risultati che sarebbero certamente più significativi rispetto a quelli di missioni che prevedono il solo sorvolo ravvicinato, come fu quello della Voyager 2.

## Parametri orbitali
Trovandosi ad una distanza di circa 129900 km da Urano, Miranda è il più vicino al pianeta tra i suoi principali satelliti. L'orbita è significativamente inclinata rispetto al piano orbitale di Urano e anche la sua eccentricità è un ordine di grandezza superiore rispetto a quella delle altre lune principali di Urano. Queste caratteristiche orbitali potrebbero essere la conseguenza di risonanze orbitali avute in passato con altre lune di Urano: Miranda avrebbe potuto essere risonanza 3: 1 con Umbriel e forse in risonanza 5: 3 con Ariel. Urano è leggermente schiacciato ai poli ed è anche meno nutrito di satelliti rispetto a Giove e Saturno, pertanto le sue lune possono più facilmente sfuggire alle forze gravitazionali che mantengono le risonanze costanti nel tempo. La sua eccentricità e soprattutto la sua singolare inclinazione orbitale potrebbero essere nate quando Miranda sfuggì a queste risonanze.
Miranda è in rotazione sincrona con Urano, infatti il periodo orbitale di Miranda è di 1.413 giorni terrestri e coincide con il periodo di rotazione quindi la luna volge sempre lo stesso emisfero verso il pianeta. Tuttavia l'orientamento degli emisferi e di conseguenza dei poli geografici non sono sempre stati quelli osservati dalla Voyager 2 durante il suo passaggio: è stata rivelata l'esistenza di un antico orientamento.

## Composizione e struttura interna

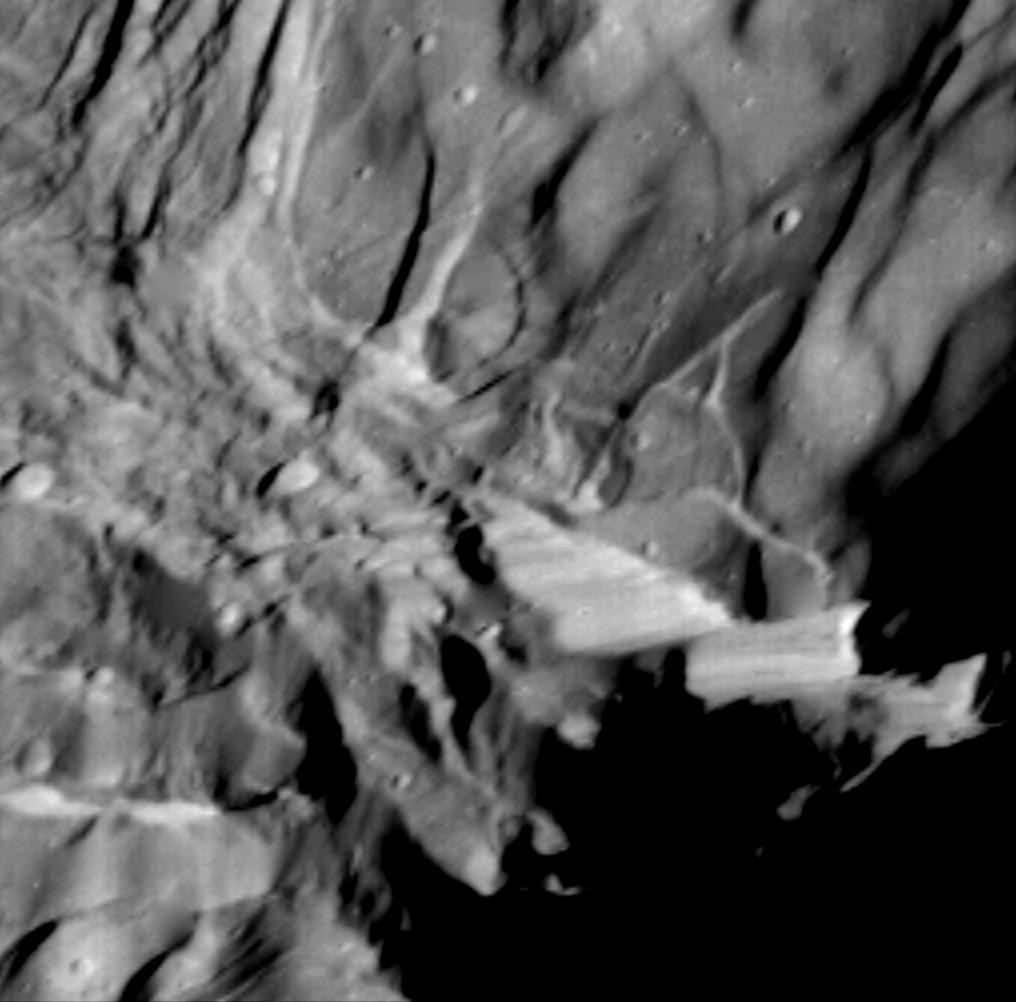
Vista ravvicinata della Verona Rupes che, con un'altezza di 20 km, è la più alta scogliera del Sistema solare.

Vi è una netta distinzione tra i diversi satelliti in base alla loro forma e alle loro dimensioni. Satelliti aventi un diametro superiore ai 400 km sono di forma sferica e l'altezza dei rilievi è quindi trascurabile rispetto alle dimensioni, e con una raggio medio di 235 km, Miranda è vicino a questo limite. È il meno denso dei principali satelliti di Urano, con una densità di 1,15±0,15 g/cm³ è simile a quello del ghiaccio d'acqua. Osservazioni all'infrarosso suggeriscono che la superficie sia composta da ghiaccio d'acqua misto a composti di silicati e carbonati. Le stesse osservazioni superficiali suggeriscono anche la presenza di ammoniaca (NH3) in una percentuale del 3%. Sulla base delle misurazioni effettuate dalla Voyager 2, la percentuale di rocce rappresentano tra il 20 e il 40% della massa totale del satellite.
Miranda potrebbe essere parzialmente differenziato, con un nucleo di silicati e un mantello di ghiacci, che potrebbe avere uno spessore di 135 km, mentre il nucleo avrebbe un raggio di circa 100 km. Se questo modello è corretto, la dissipazione del calore interno di Miranda avviene per conduzione termica. Tuttavia la presenza delle coronae potrebbe essere la testimonianza di un movimento di convezione termica in superficie che avrebbe origine al suo interno e che giustificherebbe una differenziazione parziale di Miranda.

## Superficie

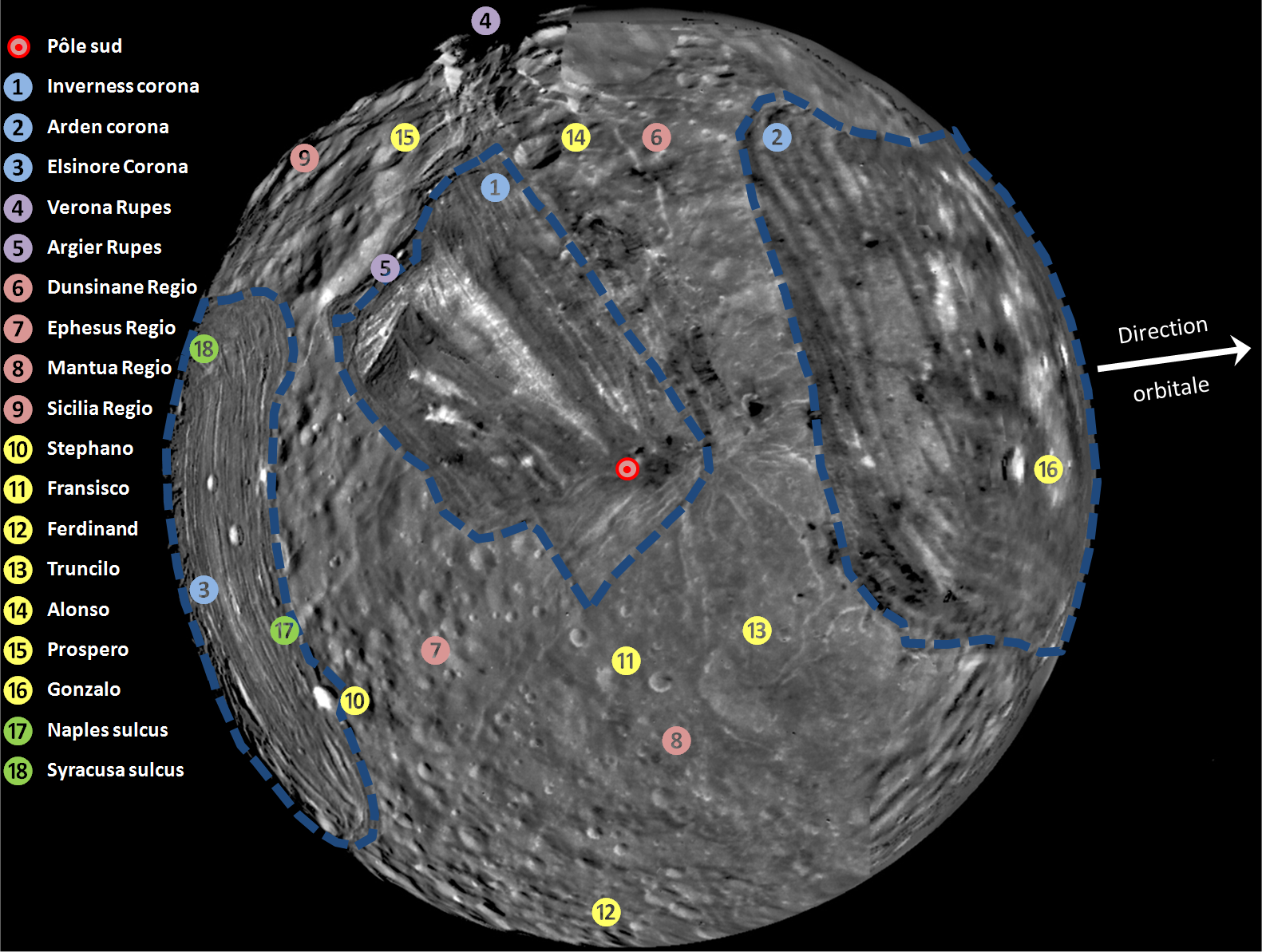
Le principali formazioni geologiche di Miranda: i crateri in giallo, le coronae in azzurro, le regiones in marrone, le rupēs in lilla e i sulci in verde.

L'aspetto della superficie di Miranda è sorprendente e unica nel suo genere: sono evidenti vari strati sovrapposti, alcuni recenti ed altri più antichi, solcati da canyon (i più profondi del sistema solare), rupes, da vaste strutture ellissoidali, chiamate coronae, che potrebbero essere la sommità di diapiri ed essere state prodotte dalla risalita di materiale più caldo dall'interno della luna. I canyon sembrerebbero dei graben, mentre altre strutture potrebbero essere conseguenza di fenomeni legati al criovulcanismo. I diapiri potrebbero aver determinato variazioni nella densità locale dell'interno della luna, causando uno spostamento dell'asse di rotazione di Miranda, in un processo simile a quello che si ritiene sia accaduto su Encelado, luna di Saturno. Miranda è uno dei pochi corpi celesti del sistema solare che presentano una circonferenza all'equatore di lunghezza inferiore rispetto alla circonferenza polare.
Si crede che queste attività possano essere state causate dalle forze di marea generate da Urano. Un'altra teoria, ora considerata meno attendibile, suggerisce che Miranda sia stata colpita da un corpo massivo che ha frammentato la luna. I frammenti successivamente si sarebbero riassemblati in posizioni differenti dando origine alla strana morfologia superficiale attuale.
L'orbita di Miranda è inclinata di 4,34°; tale inclinazione è molto inusuale per una luna così vicina al suo pianeta. È possibile che sia stata ad un certo punto in risonanza orbitale 3:1 con Umbriel. L'attrito di marea risultante può aver causato il riscaldamento interno della luna e così essere il colpevole della passata attività geologica.

### Le regiones
Le regiones identificate nelle immagini scattate dalla Voyager 2 sono chiamate "Regio Mantova", "Efeso Regio", "Sicilia Regio" e "Regio Dunsinane". Esse indicano aree caratterizzate da terreni ondulati e pianure più o meno fortemente segnati da antichi crateri d'impatto. In questi antichi terreni sono presenti anche delle faglie normali e delle scarpate, alcune vecchie come la formazione delle regiones, mentre altre sono molto più recenti e sembrano essersi formate dopo le coronae. Queste faglie sono accompagnate da graben causati da un'antica attività tettonica. La superficie di queste regioni è abbastanza uniforme e scura, tuttavia le falesie che si affacciano su alcuni crateri da impatto rivelano in profondità la presenza di materiale molto più luminoso.

## Urano visto da Miranda
Dall'emisfero che Miranda rivolge ad Urano il pianeta rimane fisso nel cielo, raggiungendo una dimensione di 22º (40 volte la Luna piena vista dalla Terra). Dall'altra parte è possibile vedere periodicamente gli altri satelliti attraversare la volta celeste.